# シャルル・ド・ヴァロワ (アングレーム公)
シャルル・ド・ヴァロワ（フランス語：Charles de Valois, 1573年4月28日 - 1650年9月24日）は、フランス王シャルル9世とマリー・トゥシェの間に生まれた庶子。オーヴェルニュ伯、アングレーム公および回想録作者。

## 生涯
シャルル・ド・ヴァロワは、1573年にフランス王シャルル9世とマリー・トゥシェの間に庶子としてドーフィネのファイエ城で生まれた。父シャルル9世はその翌年に死去し、弟アンリ3世に庶子シャルルの世話と恩恵を頼み、アンリ3世はそれを忠実に果たした。母マリーはアントレーグ侯フワンソワ・ド・バルザックと結婚した。
シャルルは入念な教育を受け、マルタ騎士団に入団した。1588年、シャルルは騎士団の最高位の一つであるフランスの大修道院長（Grand prieur de France）となった 。シャルルは父方の祖母カトリーヌ・ド・メディシスが残した広大な領地を手に入れたすぐ後に、それらの領地の1つからオーヴェルニュ伯の称号を名乗った。
叔父アンリ3世が暗殺された後、シャルルは後継者であるアンリ4世の好意により重用された。アンリ4世のもとで、シャルルは騎馬隊大佐とされ、イヴリーの戦いで戦隊を指揮した。
1601年にシャルルは、サヴォイア公、ビロン公、ブイヨン公が企てた陰謀に関与した。しかしこの陰謀は露見し、ビロン公とブイヨン公は逮捕され、ビロン公は処刑された。シャルルは数ヶ月間投獄された後に釈放されたが、これは主にシャルルの異父妹、叔母、アングレーム公妃および継父アントレーグ侯の支援によるものであった。
その後、シャルルはスペイン王フェリペ3世の宮廷と新たな陰謀を企て、異父妹アンリエット・ド・バルザック・ダントレーグおよび継父アントレーグ侯と協調して行動した。1604年、シャルルとアントレーグ侯は逮捕され、死刑を宣告された。同時に、アンリエットは修道院に生涯幽閉を宣告された。しかし、アンリエットは簡単に恩赦を得ることができ、他の2人に対する死刑判決は無期懲役に減刑された。シャルルは1605年から1616年までの11年間、バスティーユにとどまることとなった。1606年にマルグリット・ド・ヴァロワが手に入れた議会の判決により、彼はオーヴェルニュを含むほとんどすべての領地を奪われたが、称号は保持していた。1616年、シャルルは解放されて騎兵隊大佐の身分に戻され、不満分子の一人で、ペロンヌを占領したロングヴィル公アンリ2世に対して派遣された。翌年、シャルルはイル・ド・フランスに集められた軍隊を指揮し、成功を収めた。
1619年、シャルルは遺贈によりアングレーム公領を受け取り、1620年に王室により許可された。シャルルは神聖ローマ帝国に対し重要な大使の役割を果たしたすぐ後に、1620年7月に結ばれたプロテスタント同盟という成果を得た。1627年、シャルルはラ・ロシェル包囲戦において大軍を指揮した。そしてその数年後の1635年、三十年戦争においてシャルルはロレーヌでフランス軍の将軍をつとめた。1636年、シャルルは陸軍中将となった。1643年にリシュリューが亡くなった直後に、彼は公的生活から引退したとみられる。
シャルルは以下の作品を著作した。
- 『Mémoires（回顧録）』 - アンリ3世の暗殺からアルクの戦い（1589年 - 1593年）までの出来事を記したもので、ボノーによりパリにおいて出版され、ブションにより年代記選集が（1836年）、プティトにより回顧録（第1シリーズ、vol. xliv.）が再版された[16]。
- 『Les Harangues（大演説）』（1620年）[16]
- ディエゴ・デ・トーレスのスペイン語作品の翻訳[16]
- 『La générale et fidèle Relation de tout ce qui s'est passé en l'Isle de Ré, envoyée par le Roy à la Royne sa mère（王が母后に送った、レ島で起こった全ての出来事の全般的かつ忠実な関係）』（パリ、1624年）[17]

シャルルは1650年9月24日に死去した。

## 結婚と子女
1591年、シャルルはマルタ騎士団の誓いから免除を受け、フランス元帥で後にモンモランシー公となるアンリ1世・ド・モンモランシーの娘シャルロットと結婚した。2人の間には3子が生まれた。
- アンリ
- ルイ＝エマニュエル（1596年 - 1653年） - 父の跡を継ぎアングレーム公となる[19]。娘マリー・フランソワーズ・ド・ヴァロワはジョワイユーズ公ルイと結婚した。
- フランソワ（1622年没）[16]

妃シャルロットは1636年に死去し、1644年にマレイユ男爵シャルルの娘フランソワーズ・ド・ナルボンヌと結婚した。2人の間に子供は生まれず、フランソワーズは1713年に死去した。